# Барт Коннер
Барт Коннер  (англ. Bart Conner; нар. 28 березня 1958, Чикаго, США) — американський гімнаст, олімпійський чемпіон.

## Виступи на Олімпіадах
| Олімпіада         | Дисципліна       | Місце              |
| ----------------- | ---------------- | ------------------ |
| Монреаль 1976     | абсолютний залік | 46 (кваліфікація)  |
| Монреаль 1976     | командний залік  | 7                  |
| Монреаль 1976     | вільні вправи    | 50T (кваліфікація) |
| Монреаль 1976     | опорний стрибок  | 44T (кваліфікація) |
| Монреаль 1976     | паралельні бруси | 12 (кваліфікація)  |
| Монреаль 1976     | перекладина      | 37T (кваліфікація) |
| Монреаль 1976     | кільця           | 56T (кваліфікація) |
| Монреаль 1976     | кінь             | 78 (кваліфікація)  |
| Лос-Анджелес 1984 | абсолютний залік | 6                  |
| Лос-Анджелес 1984 | командний залік  | 1                  |
| Лос-Анджелес 1984 | вільні вправи    | 5                  |
| Лос-Анджелес 1984 | опорний стрибок  | 10T (кваліфікація) |
| Лос-Анджелес 1984 | паралельні бруси | 1                  |
| Лос-Анджелес 1984 | перекладина      | 8T (кваліфікація)  |
| Лос-Анджелес 1984 | кільця           | 12T (кваліфікація) |
| Лос-Анджелес 1984 | кінь             | 7T (кваліфікація)  |